# Большая голубая дорога
«Большая голубая дорога» (итал. La grande strada azzurra) — первый игровой кинофильм режиссёра Джилло Понтекорво, вышедший на экраны в 1957 году. Экранизация одноимённого романа Франко Солинаса.

## Сюжет
Джованни Скварчо — рыбак на адриатическом побережье Италии, промышляющий незаконной ловлей рыбы с помощью взрывчатки. За это его не любят другие жители посёлка, использующие традиционные сети. Их лидер Сальваторе, друг детства Скварчо, решает организовать кооператив, чтобы больше не зависеть от наживающегося на трудящихся хозяина холодильника. Индивидуалист Джованни остаётся в стороне от этой борьбы. Деятельность Скварчо оказывается под угрозой, когда появляется новый начальник береговой охраны, решивший покончить с нелегальным промыслом. Однако упорный Скварчо, несмотря на просьбы жены и детей, уставших пребывать в страхе за жизнь отца семейства, вовсе не намерен сдаваться...

## В ролях
- Ив Монтан — Джованни Скварчо
- Алида Валли — Розетта, его жена
- Франсиско Рабаль — Сальваторе
- Умберто Спадаро — Гаспаре Пуджони, офицер береговой охраны
- Петер Карстен — Рива, офицер береговой охраны
- Федерика Ранки — Диана, дочь Скварчо
- Марио Джиротти — Ренато
- Роналдо Бонакки — Боре, сын Скварчо
- Джанкарло Соблоне — Тонино, сын Скварчо